# L-トレオン酸-3-デヒドロゲナーゼ
L-トレオン酸-3-デヒドロゲナーゼ（L-threonate 3-dehydrogenase）は、次の化学反応を触媒する酸化還元酵素である。
L-トレオン酸 + NAD+ {\displaystyle \rightleftharpoons } 3-デヒドロ-L-トレオン酸 + NADH + H+
反応式の通り、この酵素の基質はL-トレオン酸とNAD+、生成物は3-デヒドロ-L-トレオン酸とNADHとH+である。
組織名はL-threonate:NAD+ 3-oxidoreductaseで、別名にthreonate dehydrogenase, L-threonic acid dehydrogenaseがある。